# Estació de Nulles-Bràfim
Nulles-Bràfim és una estació de ferrocarril propietat d'Adif situada a la població de Nulles, a la comarca de l'Alt Camp. L'estació es troba a la línia Barcelona-Vilanova-Valls i hi tenen parada trens de la línia R13 dels serveis regionals de Rodalies de Catalunya, operat per Renfe Operadora.
Aquesta estació de la línia de Vilanova i Valls es va posar en funcionament l'any 1883 quan va entrar en servei el tram construït per la Companyia dels Ferrocarrils de Valls a Vilanova i Barcelona (VVB) entre Calafell i Valls, un any més tard que l'obertura de la línia entre Vilanova i la Geltrú i Calafell.
L'any 2016 va registrar l'entrada de 1.000 passatgers.
| Serveis regionals de Rodalies de Catalunya |       |       |           |                                                    |
| Procedència/Destinació                     | <     | Línia | >         | Procedència/Destinació                             |
| La Plana - Picamoixons Lleida Pirineus     | Valls |       | Vilabella | Sant Vicenç de Calders Barcelona-Estació de França |